# Renaissance II (album)
Albums de Stress
Des rois, des pions et des fous
(2009) Stress
(2014)
Singles
1. Au poste
2. Elle
3. Fuck Stress
4. Comment stopper ?

Renaissance II, est le cinquième album du rappeur suisse Stress, sorti le 7 octobre 2011.
L'album s'est directement classé à la première place des charts suisses, et a été certifié disque d'or en Suisse.

## Liste des titres
| No  | Titre                                  | Auteur                                                                         | Producteur(s)                     | Durée |
| --- | -------------------------------------- | ------------------------------------------------------------------------------ | --------------------------------- | ----- |
| 1.  | Fuck Stress                            | Andres Andrekson                                                               | Yvan Peacemaker                   | 3:37  |
| 2.  | Au poste (feat. Kaspar E. Glättli III) | Andres Andrekson, Kaspar E. Glättli III                                        | Fred Herrmann                     | 3:14  |
| 3.  | Elle (feat. Noah Veraguth)             | Andres Andrekson                                                               | Fred Herrmann, Bligg              | 3:42  |
| 4.  | Animal Life (feat. Karolyn & M.A.M)    | Andres Andrekson, Mamadi Samoura                                               | Béatrice Kidou, Yvan Peacemaker   | 3:33  |
| 5.  | À mes côtés                            | Andres Andrekson                                                               | Fred Herrmann                     | 3:18  |
| 6.  | Comment stopper ?                      | Andres Andrekson                                                               | "F" & GR!                         | 3:52  |
| 7.  | Cassaõ (feat. Karolyn & M.A.M)         | Andres Andrekson, Mamadi Samoura, Caroline Perriraz                            | Yvan Peacemaker, Andres Andrekson | 4:21  |
| 8.  | Dream                                  | Andres Andrekson                                                               | Fred Herrmann                     | 3:57  |
| 9.  | Drama Queens (feat. Andrea Martin)     | Andres Andrekson, Andrea Martin, Caroline Perriraz, S. Tornare, Marc Hottinger | Yvan Peacemaker, Andres Andrekson | 2:44  |
| 10. | Baby Please !                          | Andres Andrekson                                                               | Benno Calmbach                    | 3:20  |
| 11. | Saturé (feat. Karolyn)                 | Andres Andrekson, Caroline Perriraz, S. Tornare, Marc Hottinger, D. Bleichkom  | Andres Andrekson, Yvan Peacemaker | 3:28  |
| 12. | Libre (feat. Karolyn)                  | Andres Andrekson, Caroline Perriraz, S. Tornare, Marc Hottinger                | Yvan Peacemaker, Andres Andrekson | 4:07  |
| 13. | Animal Juice Music (feat. M.A.M)       | Andres Andrekson, Mamadi Samoura                                               | Zede                              | 3:14  |
| 14. | Young & Hungry                         | Andres Andrekson, Marc Hottinger, S. Tornare                                   | Yvan Peacemaker, Andres Andrekson | 3:10  |
| 15. | Primitif                               | Andres Andrekson                                                               | "F"                               | 3:28  |
| 16. | What's the point (feat. Andrea Martin) | Andres Andrekson, Andrea Martin, S. Tornare, Marc Hottinger                    | Yvan Peacemaker, Andres Andrekson | 3:47  |

### Bonus
| No  | Titre          | Auteur                                                                     | Producteur(s)   | Durée |
| --- | -------------- | -------------------------------------------------------------------------- | --------------- | ----- |
| 17. | Blackout       | Andres Andrekson, S. "Totorhead" Tornare, Marc Hottinger, Daniel Bleichkom | Yvan Peacemaker | 4:21  |
| 18. | Toujours non ! | Andres Andrekson, S. "Totorhead" Tornare & Marc Hottinger                  | Yvan Peacemaker | 3:27  |

## Charts
| Chart (2011) | Meilleure position |
| ------------ | ------------------ |
| Suisse       | 1                  |